# Matka Edenu
Matka Edenu (tyt. oryg. Mother of Eden) – brytyjska powieść science fiction napisana przez Chrisa Becketta. Ukazała się w czerwcu 2015 nakładem wydawnictwa Corvus. Jest drugim tomem z cyklu i kontynuuje historię z powieści Ciemny Eden. Jej akcja rozgrywa się kilka pokoleń po wydarzeniach z pierwszej części. Polskie wydanie ukazało się w 2018 nakładem wydawnictwa Mag, w ramach serii Uczta Wyobraźni. Powieść tłumaczył Wojciech Próchniewicz.

## Fabuła
Setki lat po wydarzeniach z Ciemnego Edenu, ludzkość zasiedliła całą samotną planetę, którą zamieszkała. Gwiazdeczka Strumyk mieszka wraz ze swoimi bliskimi w odizolowanej społeczności. Gdy wybierają się w podróż, młoda kobieta spotyka przystojnego, postawnego mężczyznę, syna naczelnika społeczności zamieszkującej po drugiej strony Stawu. Gwiazdeczka wyrusza wraz z nim, aby stać się jego żoną czy też domową. Nie wie jeszcze, że na miejscu przyjdzie jej nosić pierścień Geli, który uczyni z niej następczynię matki Edenu.